# دون لورد
دون لورد هو لاعب كرة القدم الكندية كندي، ولد في 13 أكتوبر 1928 في فانكوفر في كندا، وتوفي بنفس المكان في 27 أبريل 2010.

## وصلات خارجية
- دون لورد على موقع JustSportsStats.com (الإنجليزية)